# Melvins
A Melvins (vagy The Melvins) egy amerikai együttes.

## Története
1983-ban alakultak a washingtoni Montesanóban. Első nagylemezüket 1987-ben adták ki. Több műfajban játszanak: alternatív rock, grunge, hardcore punk, sludge metal, noise rock, hard rock, experimental rock. Jellemző rájuk a kísérletezés. Grunge/alternatív rock bandaként kezdték karrierjüket, később tértek át a további műfajokra. Az experimentális műfaj nagy alakjainak számítanak, több egyéb előadó és zenész is őket jelöli meg, pl.: Sunn O))), Earth, Joey Jordison a Slipknot-ból, Boris (együttes), Pig Destroyer, Eyehategod, Isis (együttes) stb. Későbbi lemezeiken már Black Flag-ihletésű punkzene is hallható, de jelentős hatással volt a Melvins zenéjére a Butthole Surfers, a Flipper, Alice Cooper és a Black Sabbath is. Nagy mértékben jellemző dalaikra a humor, mint az dalszövegeiken, lemezborítóikon és látványos színpadi show-jaikon is látszik. Szintén humorforrásnak számít, hogy időnként különböző neveken lépnek fel, pl.: The Melvins, (The) Melvins, Snivlem, Melvins Lite. A "Snivlem" az együttes 1994-es "Prick" lemezborítójáról származik. A zenekar eddig egyszer koncertezett Magyarországon, 2008-ban, az A38 Hajón. 2015-ben is felléptek volna nálunk, szintén az A38 Hajón, de végül lemondták a koncertet. A népszerű Nirvana együttes is a Melvins-t tekinti fő hatásaként, ugyanis Kurt Cobain imádta a zenekart. A zenekar énekes-gitárosa, Buzz Osborne adta az együttesnek a nevet, ugyanis ő korábban egy élelmiszerboltban dolgozott, ahol volt egy "Melvin" nevű dolgozó, és őt mindenki utálta. Így Buzz jópofának találta, hogy róla nevezze el a saját együttesét.

## Tagok
Jelenlegi tagok:
- Buzz Osborne - ének, gitár (1983-)
- Dale Crover - dobok, ütős hangszerek, ének (1984-), basszusgitár (2008-2015)
- Jeff Pinkus - basszusgitár, ének (2013-)
- Steven Shane McDonald - basszusgitár, ének (2015-)

## Diszkográfia
Stúdióalbumok
- Gluey Porch Treatments (1987)
- Ozma (1989)
- Bullhead (1991)
- Lysol (1992)
- Houdini (1993)
- Prick (1994)
- Stoner Witch (1994)
- Stag (1996)
- Honky (1997)
- The Maggot (1999)
- The Bootlicker (1999)
- The Crybaby (2000)
- Electroretard (2001)
- Hostile Ambient Takeover (2002)
- Pigs of the Roman Empire (2004)
- Never Breathe What You Can't See (2004)
- Sieg Howdy! (2005)
- (A) Senile Animal (2006)
- Nude with Boots (2008)
- The Bride Screamed Murder (2010)
- Freak Puke (2012)
- Everybody Loves Sausages (2013)
- Tres Cabrones (2013)
- Hold It In (2014)
- Basses Loaded (2016)
- A Walk with Love and Death (2017)
- Pinkus Abortion Technician (2018)
- Working with God (2021)
- Five Legged Dog (2021)